# Mercury (Savoie)
Mercury is een gemeente in het Franse departement Savoie (regio Auvergne-Rhône-Alpes). De plaats maakt deel uit van het arrondissement Albertville. Mercury telde op 1 januari 2022 3.471 inwoners.

## Geografie
De oppervlakte van Mercury bedroeg op 1 januari 2022 22,33 vierkante kilometer; de bevolkingsdichtheid was toen 155,4 inwoners per km².

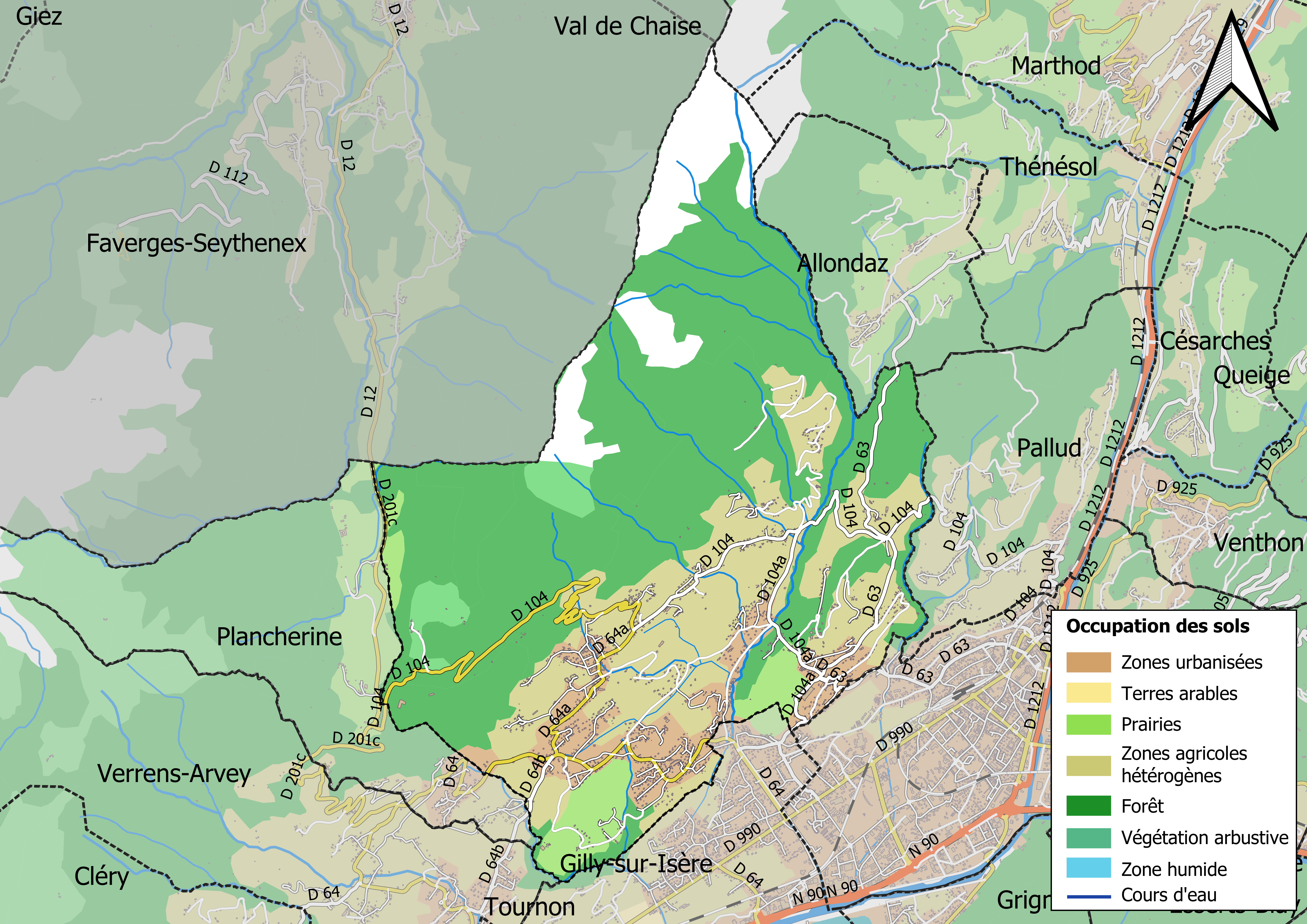
Kaart van de gemeente met de belangrijkste infrastructuur, bodemgebruik en omliggende gemeenten

## Demografie
Onderstaande figuur toont het verloop van het inwonertal (bron: INSEE-tellingen).

## Geboren
- Paus Nicolaas II (ca.990/995-1061), geboren als Gerard van Bourgondië